# جولي بيل
جولي بيل (بالإنجليزية: Julie Bell)‏ من مواليد 21 أكتوبر 1958 رسامة أمريكية ولدت في بومونت بولاية تكساس في الولايات المتحدة بدأت نشاطها المهني عام 1990 .

## روابط خارجية
- جولي بيل على موقع ميوزك برينز (الإنجليزية)
- جولي بيل على موقع إن إن دي بي (الإنجليزية)
- الموقع الرسمي
- Wildlife website: www.juliebell.com
- Boris Vallejo Inc. :
- Boris Vallejo (husband), Anthony Palumbo and David Palumbo (sons) bibliographies at ISFDB